# Kyrkbåt

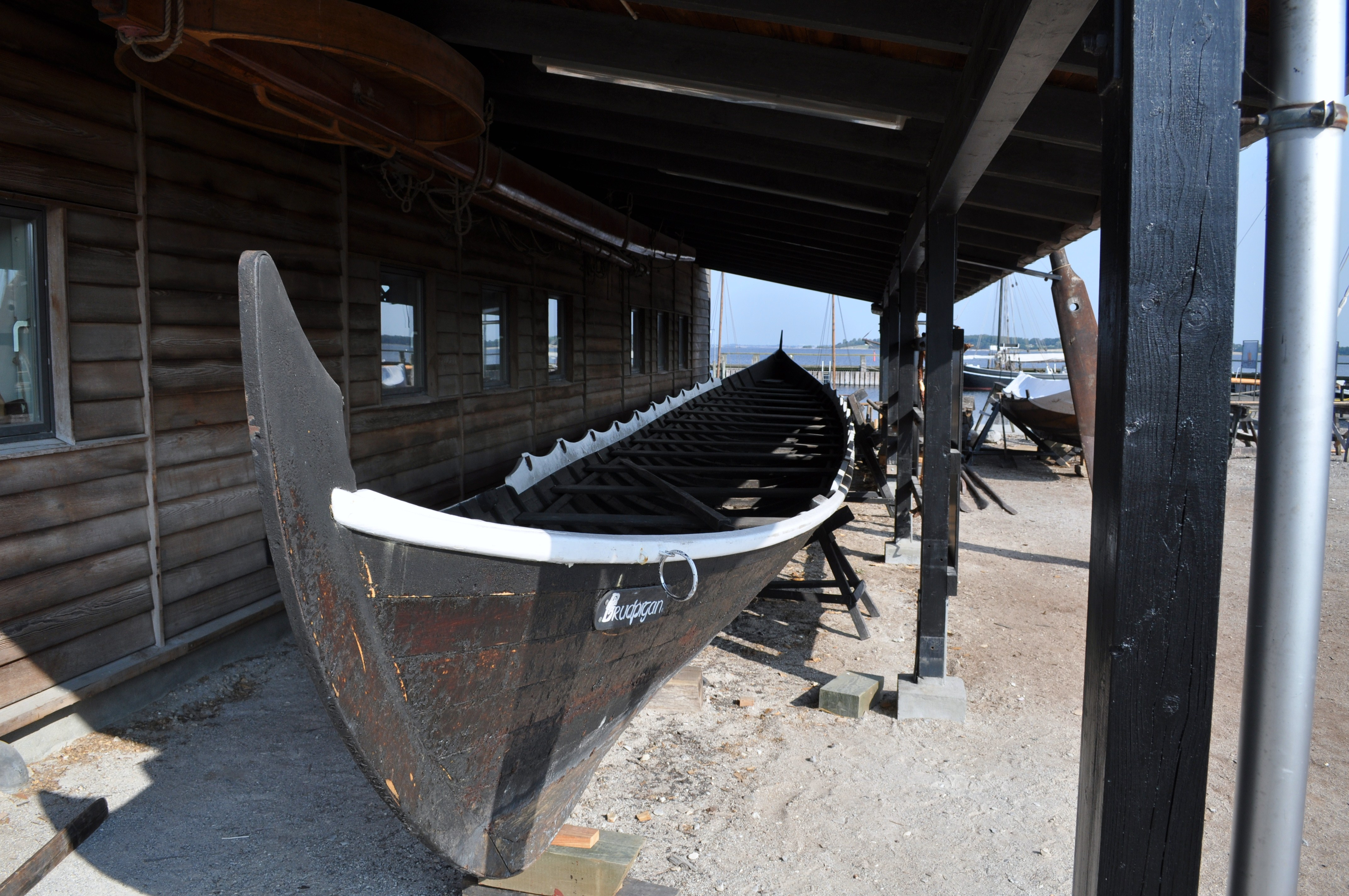
Kyrkbåten Brudpiga från Siljan. Längd 18 meter, bredd 2,2 samt tio par åror.

Kyrkbåt är en typ av snipa som är avsedd för rodd och användes bland annat som transportmedel till socknens kyrka i större sjösystem, älvar eller vid kuster i hela Norden.
Kyrkbåtens konstruktion bygger på samma nordeuropeiska tradition som Nydamskeppet och vikingatidens skepp. Denna och liknande båttyper har haft många funktioner genom årens lopp.
Användandet av kyrkbåtar är känt sedan flera århundraden tillbaka, då det var vanligt att regelbundet gå i kyrkan under rådande kyrkogångsplikt. Under senare hälften av 1800-talet började kyrkbåtarna ersättas med ångbåtar och behovet minskade också genom att väg- och järnvägssystemet byggdes ut. Den äldsta bevarade kyrkbåten från Mora ingår i Nordiska museet samlingar. Kyrkbåten har årtalet 1716 inskuret i stävnocken, och är bygd för tio par åror. Siljans kyrkbåtar är förmodligen de mest kända, och flest kyrkbåtar har troligen byggts på Sollerön som levererade båtar till bl.a. Hälsingland under vintrarna när det gick att transportera dessa på kälkar. Ännu idag är det på Sollerön som kyrkbåtarna byggs och senare hälften av 1900-talet är det familjen Håll (Lars, Rune och Arne Håll) som har stått för bevarandet av den traditionen. En av de sista kyrkbåtarna som användes i Arbrå socken skänktes till Nordiska Museet 1901. Båten, med namnet "Suggan", byggdes 1797 på Sollerön och ligger nu åter i ett båthus på sin ursprungliga plats vid viken Strångsnäs på östra sidan om älven Ljusnan norr om Vallsta. 
Kyrkbåtarna har varierat i storlek utifrån de enskilda byarnas behov, en del mindre båtar vara endast utrustade med tre till fyra par åror. De större kyrkbåtarna kunde ha åtta till tio par åror och bära upp till 60 personer, någon större för upp mot 90 personer har även funnits. Den mer vanliga kyrkbåten har haft cirka sju till tio par åror.
Senare byggda båtar har oftast sju till tio par åror och används främst för tävlingar i kyrkbåtsrodd och för utflyktsrodd. Flera sådana båtar finns, främst i Hälsingland, Dalarna (Siljan), Jämtland (Locknesjön) och på olika håll i Insjöfinland. Den mest kända roddtävlingen för kyrkbåtar torde vara Sulkavan suursoudut.

## Bilder

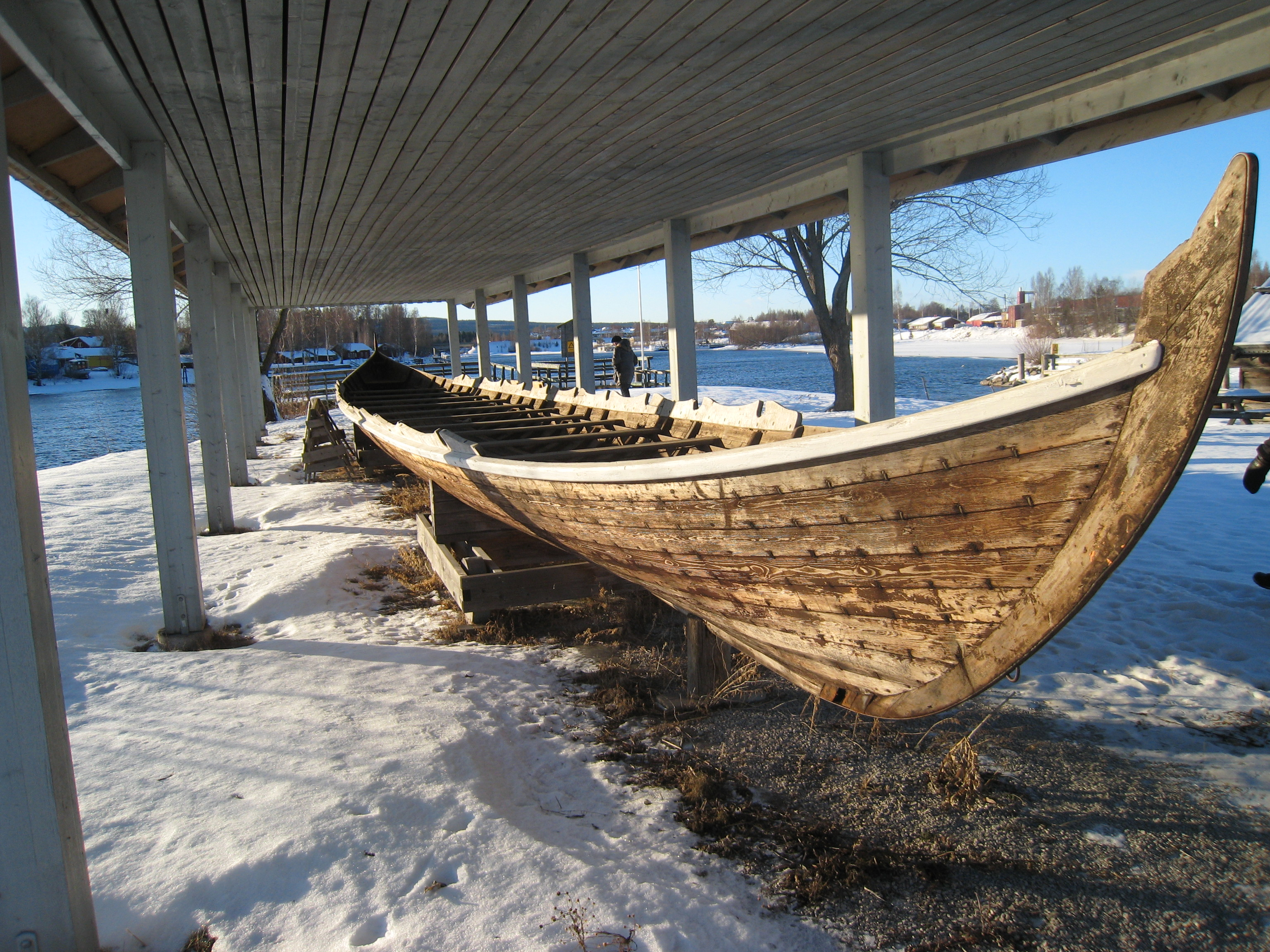
Kyrkbåt från Dalarna.
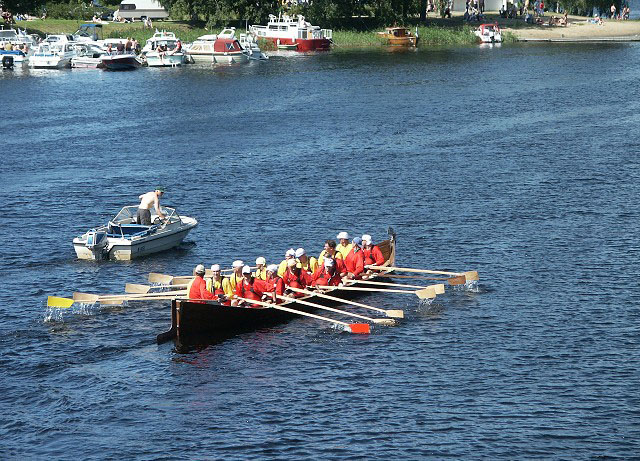
Kyrkbåt med tävlingsåror i Sulkavan suursoudut i Finland 2002.
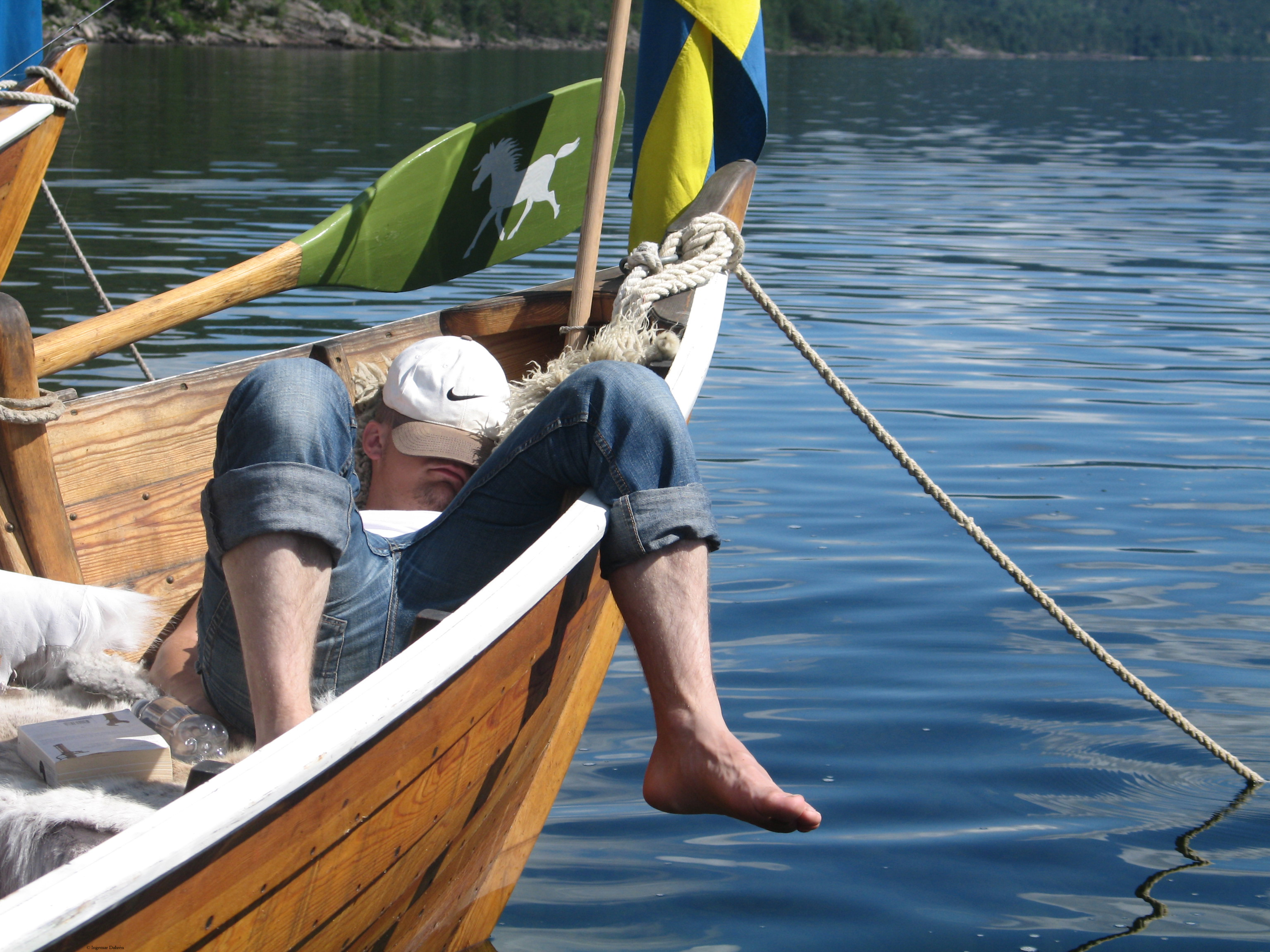
Dalens kanal i Norge 2005, Telemarkskanalen.